# Zacisze (województwo dolnośląskie)
Zacisze (niem. Hartha) – wieś w Polsce położona w województwie dolnośląskim, w powiecie lubańskim, we wschodniej części gminy Leśna.

## Położenie
Zacisze to wieś o zabudowie rozproszonej leżąca na lewym brzegu Kwisy, u północno-wschodniego podnóża Przedgórza Izerskiego, na wysokości około 340–365 m n.p.m.

## Podział administracyjny
W latach 1975–1998 miejscowość należała administracyjnie do województwa jeleniogórskiego.

## Historia
Zacisze należą do starych wsi, ale nie wiadomo dokładnie kiedy powstało, na pewno istniało w XV wieku. Po wojnie trzydziestoletniej nastąpił rozwój miejscowości, ponieważ na te tereny przybywały liczne grupy eskulantów z Czech zakładając kolonie i przysiółki. W 1825 roku było tu 50 domów, w tym: szkoła ewangelicka z nauczycielem, 2 młyny wodne i wiatrak, we wsi działało 121 warsztatów płócienniczych. W 1842 roku liczba domów wzrosła do 55, poza tym były tu: 2 młyny wodne, browar, szynk, 114 warsztatów płócienniczych, 12 innych rzemieślniczych i 3 handlarzy. Na przełomie XIX i XX wieku Zacisze i okoliczne wsie ożywiły się, a jeszcze bardziej po zbudowaniu jezior zaporowych na Kwisie.

Po 1945 roku Zacisze pozostało wyludniającą się wsią rolniczą. W 1978 roku było tu 37 gospodarstw rolnych, w 1988 roku ich liczba zmalała do 12.

## Oświata
Dzieci z Zacisza dowożone są do szkoły podstawowej w Stankowicach (klasy 0-3), a klasy od 4-6 do szkoły w Smolniku, młodzież gimnazjalna dowożona jest do Gimnazjum w Leśnej.